# 태그라인
오락에서 태그라인(tagline) (혹은 태그 라인)은 생각을 명확히 하거나 드라마적인 효과를 내기 위해 고안된 짧은 텍스트이다. 많은 태그라인 표어는 반복되는 구로 연관되어 개인, 사회 집단 또는 제품과 연결된다. 브랜딩 표어의 변형으로, 태그라인은 마케팅 자료 및 광고에 사용될 수 있다.
이 개념의 이면에는 어조와 전제를 요약하는 기억에 남을 만한 극적인 문구를 만드는 것인데, 또는 강화하고 공고히 하여 청중이 문학 작품에 대한 기억을 유지하게 하는 것이다. 일부 태그라인은 대중문화에 포함될 정도로 성공적이다.

## 이름
태그라인, 태그 라인, 태그는 미국 용어이다. 영국에서는 엔드라인, 엔드라인, 스트랩라인이라고 불린다. 벨기에에서는 베이스라인이라고 불린다. 프랑스에서는 시그니처라고 불린다. 독일에서는 클레임이라고 불린다. 네덜란드와 이탈리아에서는 페이 오프 또는 페이-오프라고 불린다.

## 조직적 사용
각 참석자가 소개를 마치면서 태그라인을 사용하도록 권장할 수 있다. 그 목적은 회의가 끝난 후 다른 참석자들의 마음에 소개와 발표자가 더 기억에 남도록 하는 것이다. 태그라인의 다른 용어로는 "기억 고리(memory hooks)"와 "USP" 또는 더 일반적으로 알려진 용어인 "고유 판매 제안(Unique Selling Proposition)"이 있다.

### 헤드라인과의 차이점
태그라인은 정보가 하나 또는 다른 것과 함께 제시되기 때문에 때때로 헤드라인과 혼동된다. 본질적으로 헤드라인은 정보와 연결되어 있다. 정보가 바뀌면 헤드라인은 새로운 것으로 대체된다. 태그라인은 오락물과 관련이 있으므로 해당 제품 또는 제조업체의 모든 정보에 나타날 수 있다. 이는 특정 사건의 개념이 아니라 작품과 연결되어 있다. 문장이 로고 옆에 통합된 부분으로 제시된다면 태그라인일 가능성이 높다.

## 기능
태그라인은 때때로 영화나 텔레비전 프로그램을 홍보하는 보조 표현으로 사용된다. 포스터나 비디오 및 음악 CD/DVD 패키지에 실제 제목 외에 설명적인 부제목으로 추가된다. 태그라인은 흥미를 유발하는 효과를 가질 수 있으므로 영화 및 텔레비전 프로그램 마케팅에서 중요한 측면이다. 광고 세계에서도 점차 많이 발견되는 태그라인은 광고 문구의 한 형태이다. 예를 들어, 영화 시리즈 스타워즈의 태그라인은 다음과 같다.
태그라인: "아주 먼 옛날, 머나먼 은하계에..." – 스타워즈
효과: 아주 먼 옛날, 머나먼 은하계에...

## 예시

### 영화와 텔레비전
- "칼리가리가 되어야 해!" (독일어: "Du musst Caligari werden!") – 칼리가리 박사의 밀실[6]
- "그레타 가르보가 말한다!" – 안나 크리스티[7]
- "가르보가 웃는다!" – 니노치카[8][9]
- "두려워하라. 아주 많이 두려워하라." – 플라이[10][11][12]
- "우주에서는 아무도 비명을 들을 수 없다." – 에이리언[11][12]
- "누구를 부를 것인가?" – 고스트버스터즈
- "사랑은 결코 미안하다는 말을 할 필요가 없는 것이다." – 러브스토리[13][14][15]
- "모든 강도질에는 완벽한 계획이 있다. 뭔가가 잘못될 때까지는." – 종이의 집[16]
- "진실은 저 밖에 있다." – 엑스파일
- "다시 물에 들어가도 안전하다고 생각했을 때..." – 죠스 2[17]
- "이 세상 어떤 것도 그들을 갈라놓을 수 없었다." – 타이타닉[18]
- "시간에 갇혔다. 악에 둘러싸였다. 기름이 부족하다." – 이블 데드 3 - 암흑의 군단
- "어떤 집은 태어날 때부터 나쁘다." – 더 헌팅
- "그것은 당신을 무엇이 두렵게 하는지 안다." – 폴터가이스트
- "우리는 혼자가 아니다." – 미지와의 조우
- "전쟁의 첫 번째 희생자는 순수함이다." – 플래툰
- "당신은 사람이 날 수 있다고 믿을 것이다." – 슈퍼맨
- "지옥은 그들에게 아무런 놀라움도 주지 않는다..." – 악령들[19]
- "이번에는, 개인적인 일이다." – 죠스 4
- "당신이 그곳의 주인인 것처럼 행동하라." – 기생충[20]
- "인생 최고의 여정을 준비하라." - 익스트랙션 2[21]
- "가장 폭력적인 남자들이 한 남자를 가장 폭력적이라고 불렀다." - 살라르: 파트 1 - 휴전[22]

### 비디오 게임
- "싸움을 끝내라." – 헤일로 3[23]
- "전쟁의 톱니바퀴는 병사들의 피로 윤활된다." – 기어스 오브 워[24]
- "인류에 대한 거대한 한 걸음." – 디스트로이 올 휴먼스![25]
- "죄인들을 환영한다." – 세인츠 로우[26]
- "좀비 아포칼립스다. 친구들을 데려와라." – 레프트 4 데드[27]
- "어떤 산은 오르지만. 어떤 산은 죽는다." – 완다와 거상[28]
- "죽을 준비를 해라." – 다크 소울[29]
- "죽음을 넘어라." – 다크 소울 II[30]
- "오직 불씨만이 남는다..." – 다크 소울 III[31]
- "전쟁. 전쟁은 결코 변하지 않는다." – 폴아웃[32]
- "지옥으로 가라." – 단테스 인페르노[33]
- "복수는 모든 것을 해결한다." – 디스아너드[34]
- "이성을 잃어라. 동료들을 먹어라." – 선리스 씨[35]
- "이 세상에는 영웅이 필요 없다, 전문가가 필요하다." – 더 위쳐 3: 와일드 헌트[36]
- "굿 나이트. 굿 럭." – 다잉 라이트[37]
- "밤의 사냥이 시작된다..." – 블러드본[38]
- "우리 이야기는 세상의 끝에서 시작된다." – 에브리바디스 곤 투 더 랩쳐[39]
- "강하 준비." – 헤일로 3: ODST[40]
- "창조자를 죽여라." – 프로토타입 2[41]
- "리치를 기억하라." – 헤일로: 리치[42]
- "'딜레마'는 시작조차 할 수 없다." – 매스 이펙트[43]
- "달려라. 생각하라. 쏴라. 살아라." – 하프라이프[44]
- "존 로메로가 곧 너를 자기 노예로 만들 것이다." – 다이카타나[45]
- "모두 죽는다." – 데프콘[46]
- "기술로 죽여라." – 불릿스톰[47]
- "소녀를 데려오라, 빚을 없애라." – 바이오쇼크 인피니트[48]
- "집에 온 걸 환영해." – 폴아웃 4[49]
- "일어서라." – 스트리트 파이터 V[50]
- "형제는 끝까지 함께." – 기어스 오브 워 3[51]
- "우뚝 서서 하늘을 흔들어라!" – 제노기어스[52]
- "미래를 두려워하라." – 메트로 2033[53]
- "모든 것이 진실이다." – 더 시크릿 월드[54]
- "끝까지 무법자." – 레드 데드 리뎀션[55]
- "더 잘 플레이하도록 도전해 보자." – PUBG[56]
- "안톤은 기뻐하지 않을 것이다." - 파 크라이 6[57]

### 소설
- "권력은 위험한 게임이다." – 빅토리아 에이버야드의 레드 퀸
- "그들의 어둡고 불안한 사랑은 비밀 속에서만 꽃을 피울 수 있었다." – 앤 배넌의 《그림자 속의 여인들》
- "사랑—잃고 찾은—에 대한 소설." – 로빈 벤웨이의 《에미 & 올리버》
- "다음 전화가 당신의 마지막이 될 수 있다." – A. 베이츠의 《파티 라인》
- "성장하는 것은 힘들다. 끝." – 주디 블룸의 안녕하세요, 하느님? 저 마거릿이에요
- "...책이 타는 온도." – 레이 브래드버리의 화씨 451
- "그녀에게는 여섯 명의 남편, 돈, 그리고 한 명의 애인이 너무 많았다." 레이먼드 챈들러의 기나긴 이별
- "삶을 직시하기를 두려워한 그녀는 끔찍한 죽음을 무릅썼다." – 애거사 크리스티의 《미지의 목적지》
- "인간의 미래 진화에 대한 숨 막히는 소설." – 아서 C. 클라크의 유년기의 끝
- "죽은 자들에게 전쟁은 결코 끝나지 않는다." – 마이크 콜의 《제미니 셀》
- "모든 이야기에는 두 가지 면이 있다." – 길리언 플린의 나를 찾아줘
- "사악한 남자... 그리고 나약한 남자... 그리고 그들의 끔찍한 거래에 대한 소설." – 퍼트리샤 하이스미스의 열차 안의 낯선 자들
- "편도 티켓... 공포로." – 다이앤 호의 《기차》
- "10분짜리 달걀보다 더 단단한 하드보일드 미스터리 소설." – 로이 허긴스의 《더블 테이크》
- "그녀는 죽은 남자의 비밀을 알게 될까?" – 스티븐 킹의 《콜로라도 키드》
- "보니 리와의 하루는 하렘을 3년 임대한 것과 같았다." – 존 D. 맥도널드의 《소녀, 황금 시계 & 모든 것》
- "한 소년은 그녀가 기억하도록 돕는다. 다른 소년은 그녀가 잊도록 한다." – 잰디 넬슨의 《하늘은 어디에나》
- "죽음이 함께 찾아왔다." – 크리스토퍼 파이크의 《어딘가로 가는 길》
- "반은 소년. 반은 신. 모두 영웅." – 릭 라이어던의 퍼시 잭슨과 번개 도둑
- "하나의 선택이 당신을 변화시킬 수 있다." – 베로니카 로스의 다이버전트
- "권투판의 충격적인 소설." – 버드 슐버그의 《더 하더 데이 폴》
- "그때 그는 항상 그들을 죽인다." – R. L. 스타인의 《첫 데이트》
- "변화는 속삭임에서 시작된다." – 캐서린 스토킷의 헬프
- "대도시 호텔에서 벌어진 범죄와 욕정의 잔혹한 소설." – 짐 톰프슨의 《아름다운 아가씨》

### 전자 텍스트
웹사이트도 종종 태그라인을 가지고 있다. 유즈넷은 뉴스그룹에 대한 짧은 설명으로 태그라인을 사용한다. 이 용어는 컴퓨터 분야에서 경구, 격언, 낙서 또는 기타 표어를 나타내는 데 사용된다.
전자 텍스트에서 "태그" 또는 "태그라인"은 전자서명 대신 전자우편을 보낼 때 사용되는 짧고 간결한 문장들이다. 태그라인은 각 메시지 끝에 붙이는 "서명"이라는 의미로 컴퓨터 분야에서 사용된다. 1980년대 후반과 1990년대 초반, 아마추어 컴퓨터 네트워크인 FidoNet이 번성하기 시작했을 때, 사용자들 사이에 교환되는 메시지에는 종종 79자 이내의 짧은 문구(종종 기지 있거나 유머러스한)를 담은 태그라인이 있었다.

## 같이 보기
- 바이 라인
- 캐치프레이즈
- 훅
- 징글
- 표어
- 잠재 의식 자극
- 숨은 의미
- 부제목
- 수사

## 내용주
1. ↑  예를 들어 영화나 텔레비전 브랜드와 같은 것
2. ↑  영화 줄거리의 또 다른 요약 유형은 로그 라인이다.
3. ↑  태그라인은 개념적인 메시지를 기억하기 쉬운 문장으로 압축한다.